# 托尼·本内特 (篮球教练)
安东尼·盖伊·本内特（英語：Anthony Guy Bennett，1969年6月1日—），美国NBA联盟职业篮球运动员。他在1992年的NBA选秀中第2轮第35顺位被夏洛特黄蜂选中。他目前担任弗吉尼亚大学的主教练。